# Hypselodelphys violacea
Hypselodelphys violacea là một loài thực vật có hoa trong họ Marantaceae. Loài này được (Ridl.) Milne-Redh. mô tả khoa học đầu tiên năm 1950.